# Сіокадзе
Сіокадзе (Shiokaze, яп. 汐風) — ескадрений міноносець Імперського флоту Японії, який взяв участь у бойових діях Другої світової війни.
Корабель, який став восьмим (за датою закладання) серед есмінців типу «Мінекадзе», спорудили у 1921 році на верфі ВМФ у Майдзуру.
9 березня 1928-го під час навчань Сіокадзе зіткнувся з підводним човном I-21, унаслідок чого зазнав лише незначних пошкоджень (а в субмарини носова частина виявилась загнутою під великим кутом).
У травні 1938-го під час Другої японо-китайської війни Сіокадзе взяв участь в операції проти порту Амой (Сямень), розташованого біля південного входу до Тайванської протоки. Всього тут залучили загін з 1 важкого крейсера, 4 легких крейсерів та 10 есмінців, проведені яким бомбардування допомогли десанту морських піхотинців оволодіти Амоєм за дві доби. Також відомо, що в 1938—1939 роках Сіокадзе здійснював патрулювання біля узбережжя Південного Китаю.
На момент вступу Японії до Другої світової війни Сіокадзе належав до 3-ї дивізії ескадрених міноносців, яка була підпорядкована 4-й дивізії авіаносців та мала забезпечувати ескорт її кораблів — легкого авіаносця «Рюдзьо» та ескортного авіаносця «Тайо» (з 22 грудня 1941-го останній замінять на легкий авіаносець «Сьохо», проте конверсія останнього завершилась лише 30 листопада 1941-го і він ще не мав своєї авіагрупи). За складеним штабом флоту розписом Сіокадзе виділили для супроводу «Рюдзьо», який єдиний з авіаносців 4-ї дивізії брав активну участь у початковому етапі конфлікту.   
29 листопада — 5 грудня 1941-го Сіокадзе супроводив «Рюдзьо» з Сасебо на Палау — базу на заході Каролінських островів, з якої запланували наступ на південь Філіппін та схід Нідерландської Ост-Індії. 6 грудня авіаносець під охороною Сіокадзе вийшов у море з метою завдати удару по Давао на південному узбережжі філіппінського острова Мінданао. Атака відбулась вже у перший день бойових дій 8 грудня (тільки по іншу сторону лінії зміни дат від Перл-Гарбору). Після цього «Рюдзьо» попрямував для прикриття висадки в Легаспі на південно-східному узбережжі острова Лусон, яка успішно відбулась 12 грудня (це був один з кількох запланованих японським командуванням допоміжних десантів на Філіппіни, які передували висадці основних сил у затоці Лінгайєн). 14 грудня загін повернувся на Палау.
17 грудня 1941-го Сіокадзе знову рушив для супроводу «Рюдзьо», який на цей раз прикривав десанти у Давао (успішно відбувся в ніч проти 20 грудня) та до Голо на однойменному острові у філіппінському архіпелазі Сулу (24 грудня). 26 грудня авіаносець та його охорона повернулись на Палау.
Невдовзі «Рюдзьо» перевели на інший напрямок, збираючись використати його в наступі на Малаю та захід Нідерландської Ост-Індії. 28 грудня 1941 він рушив з Палау, на початку січня побував у Мако (важлива база японського ВМФ на Пескадорських островах у південній частині Тайванської протоки), а 7 січня був у бухті Камрань (центральна частина узбережжя В'єтнаму).
16—19 січня 1941-го «Рюдзьо» виходив з Камрані, оскільки японське командування отримало хибні дані про прибуття до Сінгапуру британського лінкора (можливо відзначити, що тоді ж з цієї бази виходили в море 5 важких крейсерів та ескадра ескадрених міноносців).
23 січня 1942-го Сіокадзе рушив для супроводу «Рюдзьо» у операції, яка мала за мету створення передової бази на островах Анамбас (дві з половиною сотні кілометрів на північний схід від Сінгапуру), а також прикриття висадки в Ендау на півострові Малакка (менш ніж за півтори сотні кілометрів від нещодавно згаданого головного британського бастіону). Обидві вони пройшли успішно (літакам з «Рюдзьо» навіть не довелось брати якоїсь участі в подіях при Ендау) і 30 січня Сіокадзе повернувся до Камрані.
10 лютого 1942-го «Рюдзьо» вийшов для підтримки операції проти центра нафтогазової промисловості у Палембанзі на сході острова Суматра, але на цей раз без Сіокадзе, оскільки охорону авіаносця доручили есмінцю «Сікінамі».
У другій половині лютого 1942-го великий — понад пів сотні транспортів — конвой з японськими військами попрямував до головного острова Нідерландської Ост-Індії Яви. Вже під час наближення до Яви розвідка почала доповідати про наявність тут значних сил союзників, і командування операцією вирішило ввести в дію «Рюдзьо», який після суматранського походу перебував у Кап-Сен-Жак (наразі Вунгату) на півдні В'єтнаму. 27 лютого авіаносець вийшов звідси у супроводі Сіокадзе, а 28 лютого охорону «Рюдзьо» вирішили підсилити за рахунок ще одного есмінця «Мацукадзе», який до того прикривав транспортний конвой. У ніч проти 1 березня відбулась успішна висадка на Яву, а 2 березня Сіокадзе разом з Мацукадзе відкрили свій бойовий рахунок, коли 2 березня він разом з есмінцем «Сіокадзе» (стандартна охорона згаданого вище «Рюдзьо») перехопив та потопив нідерландський тральщик Endeh, який вийшов з Батавії (наразі Джакарта) у спробі полишити Яву. 5 березня «Рюдзьо» прибув до Сінгапуру.
20 березня 1942-го Сіокадзе вийшов з Сінгапуру в межах підтримки операцій з оволодіння Андаманськими островами (висадка тут відбулась 23 березня, при цьому можливо відзначити, що хоча «Рюдзьо» був включений до розпису сил, проте його літаки так і не були тут залучені) та проведення конвою до Бірми (25 березня почав розвантаження у Рангуні).
Тим часом японське ударне авіаносне з'єднання вийшло у Індійський океан та попрямувало для удару по Цейлону. Північніше у Бенгальській затоці проти судноплавства мали діяти «Рюдзьо» та 5 важких крейсерів, які 1 квітня 1942-го рушили з південнобурманського Мергуй (наразі М'єй на східному узбережжі Андаманського моря). Втім, цього разу авіаносець охороняли інші есмінці, тоді як Сіокадзе призначили для супроводу суден постачання. Провівши у морі останню дозаправку, рейдовий загін рушив до індійського узбережжя, а Сіокадзе в якийсь момент опинився у Порт-Блер (Андаманські острови). 4 квітня він розпочав ескортування звідси танкеру «Нічієй-Мару» та судна-рефрижератора «Суруга-Мару», які 6 квітня досягнули Пенангу (важлива база на західному узбережжі півострова Малакка). В якийсь момент Сіокадзе прибув до Сінгапуру, а 13—23 квітня 1943-го пройшов звідси до Японії як охорона важкого крейсера «Тьокай» (на той час головна ціль японського командування по оволодінню Південно-Східною Азією була виконана і воно вирішило не продовжувати подальший наступ у Азії, а тому відкликало майже всі кораблі до метрополії для відновлювальних ремонтів). При цьому Сіокадзе з 10 квітня підпорядкували П'ятому флоту, який відповідав за операції у північній зоні.
Наприкінці травня 1942-го японці розпочали мідвейсько-алеутську операцію. 29 травня Сіокадзе вийшов з Омінато (важлива база ВМФ на північному завершенні острова Хонсю), маючи завдання супроводжувати гідроавіаносець «Кімікава-Мару» в операції по оволодінню кількома островами на заході Алеутського архіпелагу. 1 червня загін заходив на Парамушир (Курильські острови) і тієї ж доби рушив на далі. 7 червня японські десанти захопили острови Атту та Киска, які не були осаджені жодними гарнізонами, а 8 червня «Кімікава-Мару» увійшов до гавані Киски. 18 червня через неодноразові нальоти американських літаючих човнів гідроавіаносець перейшов до острова Агатту (дві з половиною сотні кілометрів на захід від Киски), хоча й здійснював нічні рейси до останньої для поповнення запасів. У підсумку Сіокадзе повернувся до Японії — за одними даними, ще у червні, тоді як за іншими есмінець полишив Киску лише 2 липня.
14 липня 1942-го Сіокадзе прибув до Йокосуки, а 1 серпня рушив для супроводу конвою на Курильські острови. Втім, служба есмінця у північній зоні добігала завершення і з 15 серпня його підпорядкували ескортному підрозділу Флоту Південно-Західної зони (формування, відповідальне за контроль над захопленими територіями Південно-Східної Азії). Як наслідок, протягом наступних двох з половиною років Сіокадзе супроводжував конвої між Японією та Формозою (Тайванем), Сінгапуром, Манілою (а також між Манілою та Палау). Також можна відзначити участь Сіокадзе в ескортуванні конвою «Шитай № 2», який 26 вересня 1942-го вийшов із Гонконгу з завданням доставити підкріплення для важкої битви за Гуадалканал та 7 жовтня прибув на Палау (згодом рушить далі та 14 жовтня досягне Рабаула).
30 січня 1945-го Сіокадзе разом із двома ескортними есмінцями вийшов з Такао (наразі Гаосюн на Тайвані) із завданням евакуювати авіаційний персонал з Апаррі на північному завершенні острова Лусон. Втім, вже наступної доби цей рейс був скасований через атаки авіації, яка, зокрема, потопила ескортний есмінець «Уме», після чого Сіокадзе провів порятунок вцілілих.
У середині лютого 1945-го Сіокадзе залучили до завершального етапу операції з виведення до Японії двох лінкорів-авіаносців, які перебували в Сінгапурі. Ввечері 15 лютого загін лінкорів досягнув островів Мацзу біля узбережжя материкового Китаю в північній частині Тайванської протоки, де Сіокадзе мав замінити у складі охорони есмінці «Нокадзе» та «Камікадзе». 20 лютого 1945-го Сіокадзе прибув до Куре, де й провів наступні півроку до капітуляції Японії.
Восени 1945-го Сіокадзе виключили зі списків ВМФ та призначили для репатріації японців (по завершенні війни на Японські острови вивезли кілька мільйонів військовослужбовців та цивільних з територій, до того окупованих Японією). В якийсь момент колишній есмінець затопили для створення хвилеламу в порту Онахама (півтори сотні кілометрів на північний схід від Токіо).